# Alvank
Alvank (en arménien Ալվանք ; anciennement Aldara) est une communauté rurale du marz de Syunik en Arménie. En 2008, elle compte 323 habitants.

## Géographie

### Situation
Alvank est située à 15,5 km de la ville de Meghri et à 94 km de Kapan, la capitale régionale.

### Topographie
L'altitude moyenne d'Alvank est de 670 m.

### Territoire
La communauté couvre 8 599 hectares, dont :
- 4 511 ha de terrains agricoles ;
- 18 ha de terrains industriels ;
- 10 ha alloués aux infrastructures énergétiques, de transport, de communication, etc. ;
- 3 885 ha d'aires protégées ;
- 92 ha d'eau[4].

## Politique
Le maire (ou plus correctement le chef de la communauté) d'Alvank est depuis 2006 Varuzhan Tumanyan, membre du Parti républicain d'Arménie.
| Début | Fin      | Nom               | Parti                       |
| ----- | -------- | ----------------- | --------------------------- |
| 2006  | 2010     | Varuzhan Tumanyan | Parti républicain d'Arménie |
| 2010  | En cours | Varuzhan Tumanyan | Parti républicain d'Arménie |

## Économie
L'économie de la communauté repose principalement sur l'agriculture.

## Démographie
| 2001 | 2008 | 2011 |
| ---- | ---- | ---- |
| 382  | 360  | 323  |